# لی مورن برابانت

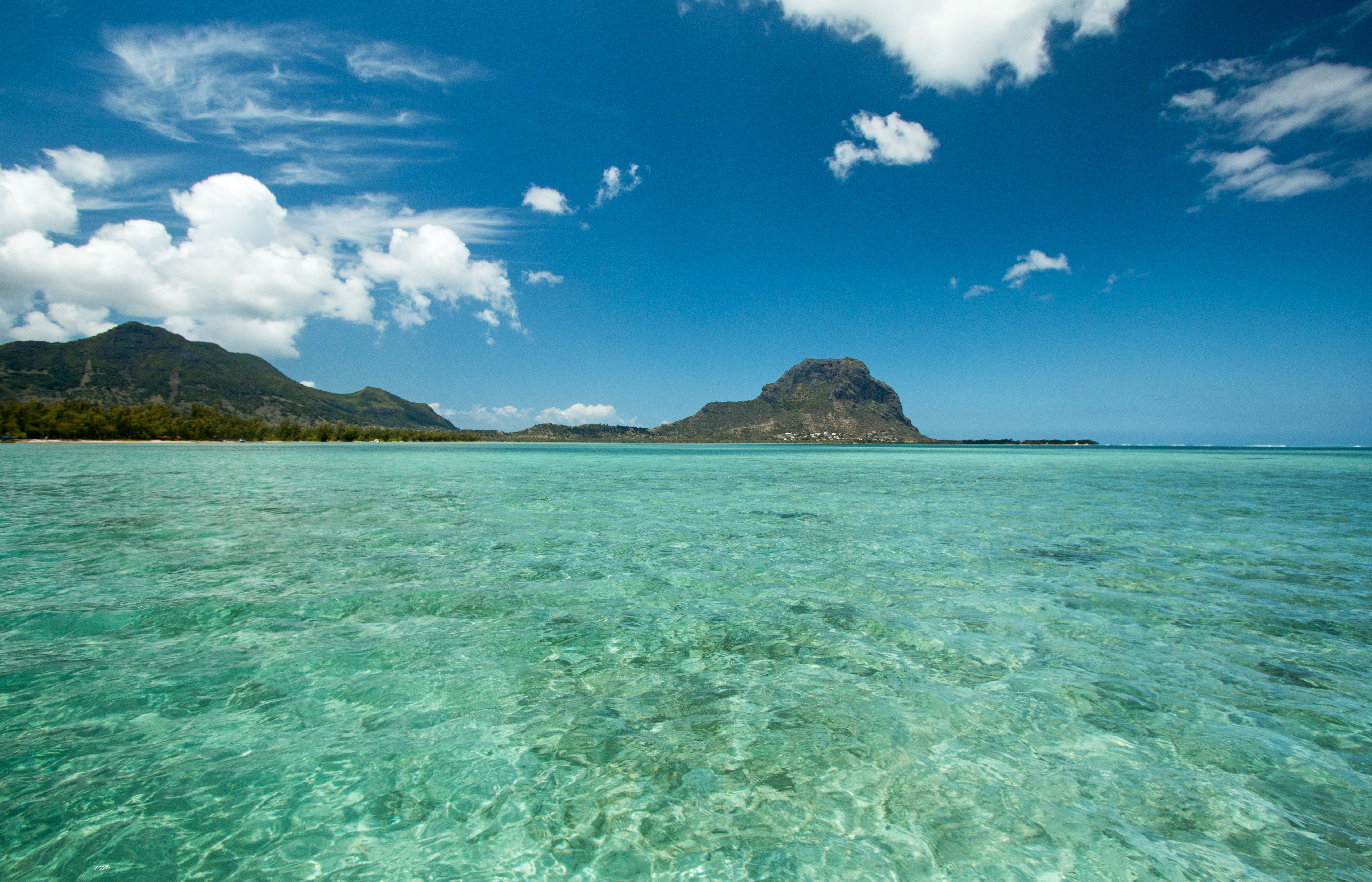
کوه Le Morne Brabant

لی مورن برابانت شبه جزیره ای در جنوب غربی اقیانوس هند موریس است. این قله مساحتی بیش از ۱۲ هکتار (۳۰ جریب فرنگی) دارد. در دامنه‌های شیب دار غارها و فرازهای زیادی وجود دارد. این منطقه عمدتاً با یک تالاب احاطه شده و یک جاذبه گردشگری شناخته شده‌است. همچنین این جزیزه پناهگاهی برای دو گیاه نادر، Mandrinette و درخت گوشواره است. این کوه به نام کشتی (شرکت هلند شرقی هند) Brabant نامگذاری شده‌است که در ۲۹ دسامبر ۱۷۸۳ در محاصره صخره‌ها گرفتار شد.
این شبه جزیره در سال ۲۰۰۳ به لیست نامزدهای مکانهای میراث جهانی ارسال اضافه شد. در سال ۲۰۰۸، روند نامزدی به پایان رسید که یونسکو این سایت را در فهرست میراث جهانی ثبت کرد.

## یادداشت
1. ↑  Inscription of Le Morne into the Word heritage List